# Ain't No Love in the Heart of the City
"Ain't No Love in the Heart of the City" é uma canção de Rhythm & Blues escrita em 1974 por Michael Price e Dan Walsh. Foi gravada primeiramente por Bobby "Blue" Bland  para o álbum Dreamer da gravadora ABC Dunhill.

## Histórico
Embora seja visivelmente uma canção de amor, alguns críticos e fãs também a encaram como uma queixa sobre a falta de esperança e pobreza na cidade grande, assim como uma queixa sobre a nossa luta para alcançar nossos objetivos, quando não temos ajuda de outros. "Ain't No Love in the Heart of the City" continua a ser um cult favorito, sendo considerado um clássico.

## Desempenho
Nos Estados Unidos, a canção alcançou a 9ª posição nos dez maiores sucessos das paradas da Hot Soul Singles, tal como a 91ª posição na Billboard Hot 100 .

## Versões
É conhecido por meio de várias versões cover e trechos :
- A versão mais conhecida da música é da banda de hard rock inglesa Whitesnake, que a incluiu em seu EP de estréia de 1978, Snakebite, e novamente na gravação do álbum ao vivo Live ... in the Heart of the City . A versão cover da música foi o primeiro hit da nova banda e se tornou um marco em seus shows ao vivo.
- Para seu álbum de 2001 The Blueprint, o rapper Jay-Z gravou a canção "Heart of the City (Ain't No Love)", produzida por Kanye West, ela foi feita em cima de um trecho sob a interpretação de Bobby Bland.

Outras versões de covers foram gravadas por:
- A versão do cantor de reggae Al Brown até muda grande parte da letra para aumentar a ênfase dela.[1]
- Barrett Strong (R&B, 1976 )
- Café Jacques - no álbum Round the Back ' (rock, 1977)
- Grady Tate (jazz, 1977 )
- Long John Baldry (blues, 1977)
- Kate Taylor (rock, 1979 )
- Crystal Gayle (country, 1980)
- Herman Brood (rock, Bühnensucht, gravação ao vivo de 1985)
- Chris Farlowe (R&B, 1985 )
- Ruthless Blues (blues, 1989 )
- Walter "Wolfman" Washington (New Orleans R&B, no álbum Sada de 1991)
- The Good Earth (pop/rock, 1994)
- Mick Abrahams (rock, 1996 )
- Jørn Lande (hard rock, The Snakes live in Europe 1998)
- Paul Weller (rock, 1998)
- Willie Clayton (R&B, 1998, como "Heart of the City") [3]
- Jay Z (no álbum The Blueprint, como "Heart of City (Ain't No Love)", 2001)
- Mary Coughlan (jazz, 2002 )
- DJ Andrew Unknown e DJ Mekalek (hip hop/rap (introdução), 2002)
- Joey Tempest (rock / metal, 2003 )
- Maggie Bell (rock, 2004, gravação ao vivo)
- Vaya Con Dios (rock, 2004)
- YTcracker (do álbum "STC Is the Greatest", faixa #16, "spamcity", 2004)
- Joe Budden (Rap, 2007)
- Paul Carrack (Blue-Eyed Soul, Pop / Rock, 2008)
- Allman Brothers (Blues, gravação ao vivo de 2009)
- Nicky Moore (blues rock, 2009)
- GRiZ (trecho na música "Where's The Love" do álbum Mad Liberation, 2012)
- Lukas Graham (Blue-Eyed Soul, 2012 como "Daddy, Now That You Gone (Ain't No Love)")
- Jo Harman And Company (blues, no álbum Live At The Royal Albert Hall gravado em 2013 e lançado em 2014)
- Dana Fuchs (no álbum "Broken Down, acoustic sessions" 2015)
- Shane Pacey Trio (no álbum, "Helios" 2016)
- Supersonic Blues Machine (no álbum "West of flushing south of frisco" 2016)
- CS Armstrong (no álbum, "Ain't No Love" 2016)
- Zeshan B (no álbum, "Vetted" 2017)
- Black Pumas (no álbum Black Pumas Deluxe Edition Exclusive 2LP + 7 ", lançado em 2020)

## Cultura popular
- A versão da música feito por Jay-Z foi usada no trailer do filme American Gangster de 2007, em um comercial da Chrysler de 2011, como música tema da série NYC 22 da CBS e um comercial do Whisky Crown Royal em 2013.
- A música é mostrada no jogo de videogame DJ Hero de 2009, em forma de "mashup" (mistura de músicas) .
- A música é tocada durante os créditos dos noruegueses 2019 abertura tempo de viagem de fantasia comédia-drama série de televisão Beforeigners .[4]
- A música faz parte das trilhas sonoras do filme Fighting de 2009 e do drama policial de 2011 The Lincoln Lawyer .[5]
- A música também é apresentada na quinta temporada da série da Netflix, Last Chance U, que se concentra nas vidas dos jogadores de futebol do Laney College e da equipe em Oakland, CA.